# ولادیمیر پاناماریف
ولادیمیر الکساندرویچ پاناماریف (روسی: Владимир Александрович Пономарёв؛ زادهٔ ۱۱ اوت ۱۹۷۷ میلادی) با نامِ هنری «پلمیاش» کارگردانِ فیلم‌های انیمیشن اهل روسیه است.
از فیلم‌ها یا مجموعه‌های تلویزیونی که وی در آن‌ها نقش داشته است می‌توان به کومی-کومی اشاره نمود.

## جشنواره‌ها و جوایز
- ۲۰۰۸ – جشنوارهٔ وینیتسا، در بخش «فیلم کوتاه مؤلف» برای انیمیشن ماجراهای واقعی بلکا و استرلکا.[۱]
- ۲۰۰۹ – جوایز راشن فلش، برنده در بخش «انیمیشن» برای مجموعه سه برادر آکروبات.[۲]
- ۲۰۱۰ – پانزدهمین جشنوارهٔ آزاد انیمیشن روسیه، جایزه برای بهترین اثر در زمینهٔ انیمیشن کاربردی برای قسمت راسکولنیکوف از سریال تاریخ می‌توانست جور دیگری رقم بخورد به کارگردان ولادیمیر پاناماریف.[۳]
- ۲۰۱۲ – هفدهمین جشنوارهٔ بین‌المللی انیمیشن کودکانه ماهی طلایی در شهر گلنجیک: جایزهٔ محبوب‌ترین اثر از نگاه تماشاگران برای مجموعهٔ کارتونی کومی-کومی.[۴]
- ۲۰۱۷ – بیست‌ودومین جشنوارهٔ آزاد انیمیشن روسیه در سوزدال: در بخش «بهترین سریال»، دیپلم افتخار «برای بیان هنری» برای اثر مهم‌ترین رئیس (از سریال بچه‌گربه‌ها، به پیش!)، کارگردان: ولادیمیر پاناماریف.[۵]
- ۲۰۱۹ – بیست‌وچهارمین جشنوارهٔ آزاد انیمیشن روسیه در سوزدال: جایزهٔ بهترین سریال برای قسمت خواب گم‌شده: ماشین زمان (از سریال کومی-کومی‌های نوین)، کارگردان: ولادیمیر پاناماریف.